# Roy Lancaster
Charles Roy Lancaster (n. 1937, Farnworth, Lancashire) es un horticultor y botánico inglés.
Ya de niño se propuso herborizar toda la flora cercana a su domicilio de Bolton.
Ha sido un infatigable explorador interviniendo en innumerables viajes florísticos a Georgia, Chile, Irán, Turquía, Nueva Zelanda, Brasil, Ecuador, Japón, Norteamérica, Sudáfrica, Malasia, China, Nepal, publicando "A Plantsman in Nepal" y "Travels in China".
Su carrera en horticultura comenzó en el "Departamento de Parques de Bolton", luego estudia dos años jardinería en la "Universidad Botanic Garden de Cambridge.
En 1962 se emplea en "Messrs Hillier & Sons de Winchester", siendo compilador de catálogos y botánico horticultural, pasando a primer curador del "Hillier Arboretum". En sus 18 años en Hilliers, se involucró en muchos proyectos, siendo el mayor la preparación del Manual Hillers de Árboles y Arbustos, publicado en 1971.
Fue miembro de la "Real Sociedad de Horticultura" por 40 años, y Roy es vicepresidente del "Comité B de la Sociedad Floral" y miembro de varios otros comités.
En 1972 es galardonado con la Medalla de Oro Veitch Memorial por Servicios a la Horticultura, seguido en 1988 con lo máximo: la Medalla Reina Victoria de Honor.
En 1980 es escritor freelance, conferencista y locutor. Publica muchos libros, contribuyendo con periódicos de jardinería, incluyendo al "BBC Gardeners' World Magazine".
Es miembro pleno del "Instituto de Horticultura (IoH) y en 1996 recibe el "Premio IoH por Servicios a la Horticultura".
Ha sido conferenciante por todo el mundo, y tomado parte de programas de TV, inclusive "Gardeners' World" y es panelista regular de "BBC Radio 4's Gardeners' Question Time".
En 1999 recibe el "Premio de la Lista del Nuevo Año de Honor OBE por servicios a la horticultura".
Roy vive con su mujer e hijos; tienen un cuarto de acre donde cultivan más de 1000 diferentes plantas.

## Algunas publicaciones

### Libros
- roy Lancaster. 2010. Perfect Plant, Perfect Place. Edición ilustrada, revisada de Dorling Kindersley, 448 pp. ISBN 1405348135

- george e. Brown, tony Kirkham, roy Lancaster. 2009a. The pruning of trees, shrubs and conifers. 2ª edición ilustrada, revisada, reimpresa de Timber Press, 338 pp. ISBN 160469002X

- jeanette Fryer, bertil Hylmö, roy Lancaster. 2009b. Cotoneasters: a comprehensive guide to shrubs for flowers, fruit, and foliage. Edición ilustrada de Timber Press, 344 pp. ISBN 0881929271

- roy Lancaster, matthew Biggs. 1998. What Houseplant Where. Edición ilustrada de DK Pub. 128 pp. ISBN 0789435225

- La abreviatura «Lancaster» se emplea para indicar a Roy Lancaster como autoridad en la descripción y clasificación científica de los vegetales.[1]